# Mercè Petit i Llop
Mercè Petit i Llop (Mollerussa, Pla d'Urgell, 1979) és una ciclista, membre del Club Unió Ciclo-Esportiva Mollerussa, que practica ciclisme tot terreny, especialment en la modalitat de marató. La seva carrera es va iniciar l'any 2010, i el 2011 ja va obtenir resultats destacats com la segona posició a la Volta a Catalunya en BTT, la primera posició a la Powerbar Marathon de Bonansa o la tercera posició al campionat d'Espanya de bike marathon.
L'any 2012 es va proclamar vencedora de la Pedals de Foc Non Stop, tot marcant un nou rècord de la prova, i va arribar en segona posició a la Titan Desert. A finals d'aquest mateix any, va fer públic el projecte «5 curses, 5 continents», que la portaria a disputar cinc curses de bicicleta de muntanya pels cinc continents, amb la intenció de reivindicar el ciclisme femení i promocionar-lo. La Diputació de Lleida va donar suport a la incitativa de la ciclista catalana, tot publicitant-la per a donar-li una major visibilitat. El projecte va consitir en participar en cinc curses de renom: la Trans Andes a la Patagònia xilena, Andalucía Bike Race (Còrdova i Jaén), la Titan Desert, al Sàhara marroquí, on va participar en l'equip GAES, la Mongolian Bike Challenge (Mongòlia) i la Crocodile Trophy (Queensland, Austràlia), que no va poder assolir en lesionar-se a la Titan Desert.
El 2018 va classificar-se en primer lloc, en la categoria femenina, en el recorregut més llarg (62 km) de la 4a edició de la Ruta dels Salvatges, que es duu a terme en el Pirineu aragonès.